# Йол (Ирландия)
Йол (англ. Youghal [ˈjɔːl]; ирл. Eochaill (Охаль)) — (малый) город в Ирландии, находится в графстве Корк (провинция Манстер). Топоним происходит от наименования леса Eochaill, что значит «тисовый лес».
Местная железнодорожная станция была открыта 1 мая 1860 года, закрыта для обслуживния пассажиров 4 февраля 1963 года, и закрыта для товарного обслуживания 30 августа 1982 года.
Согласно «An A to Z of Youghal: The history and people of Eochaill,» Артур Конан Дойль останавливался здесь со своей женой и создал тут Инспектора Йоля, розыскника из детектива «Камень Мазарини».

## Демография
Население — 6785 человек (по переписи 2006 года). В 2002 году население составляло 6597 человек. При этом, население внутри городской черты (legal area) было 6393, население пригородов (environs) — 392.
Данные переписи 2006 года:
| Общие демографические показатели |               |                               |                               |      |      |
| Всё население                    | Всё население | Изменения населения 2002—2006 | Изменения населения 2002—2006 | 2006 | 2006 |
| 2002                             | 2006          | чел.                          | %                             | муж. | жен. |
| 6597                             | 6785          | 188                           | 2,8                           | 3375 | 3410 |

В нижеприводимых таблицах сумма всех ответов (столбец «сумма»), как правило, меньше общего населения населённого пункта (столбец «2006»).
| Религия (Тема 2 — 5 : Число людей по религиям, 2006) |             |                |             |            |       |      |
| Католики, чел.                                       | Католики, % | Другая религия | Без религии | не указано | сумма | 2006 |
| 6048                                                 | 89,1        | 302            | 230         | 205        | 6785  | 6785 |

| Этно-расовый состав (Этничность. Тема 2 — 3 : Постоянное население по этническому или культурному происхождению, 2006) |            |              |       |        |        |            |       |       |
| Белые ирландцы | Лухт-шулта | Другие белые | Негры | Азиаты | Другие | Не указано | сумма | 2006  |
| 5945 | 1          | 365          | 23    | 34     | 70     | 251        | 6689  | 6785  |
| Доля от всех отвечавших на вопрос, %                                                                                   |            |              |       |        |        |            |       |       |
| 88,9 | 0,0        | 5,5          | 0,3   | 0,5    | 1,0    | 3,8        | 100   | 98,61 |

1 — доля отвечавших на вопрос о языке от всего населения.
| Владение ирландским языком (Тема 3 — 1 : Число людей от 3 лет и старше по способности говорить по-ирландски, 2006) |      |            |       |       |
| Владеете ли Вы ирландским языком?                                                                                  |      |            |       |       |
| Да | Нет  | Не указано | сумма | 2006  |
| 2577 | 3637 | 271        | 6485  | 6785  |
| Доля от всех отвечавших на вопрос о языке, %                                                                       |      |            |       |       |
| 39,7 | 56,1 | 4,2        | 100   | 95,61 |

1 — доля отвечавших на вопрос о языке от всего населения.
| Использование ирландского языка (Тема 3 — 2 : Говорящие по-ирландски от 3 лет и старше по частоте использования ирландского языка, 2006) |                                                            |                                               |                                               |                                               |                                               |                                               |       |                                     |      |
| Как часто и где Вы говорите по-ирландски?                                                                                                |                                                            |                                               |                                               |                                               |                                               |                                               |       |                                     |      |
| ежедневно, только в образовательных учреждениях                                                                                          | ежедневно, как в образовательных учреждениях, так и вне их | в других местах (вне образовательной системы) | в других местах (вне образовательной системы) | в других местах (вне образовательной системы) | в других местах (вне образовательной системы) | в других местах (вне образовательной системы) | сумма | всего, отвечавших на вопрос о языке | 2006 |
| ежедневно, только в образовательных учреждениях                                                                                          | ежедневно, как в образовательных учреждениях, так и вне их | ежедневно                                     | каждую неделю                                 | реже                                          | никогда                                       | не указано                                    | сумма | всего, отвечавших на вопрос о языке | 2006 |
| 747 | 59                                                         | 64                                            | 143                                           | 952                                           | 569                                           | 43                                            | 2577  | 6485                                | 6785 |
| Доля от всех отвечавших на вопрос о языке, %                                                                                             |                                                            |                                               |                                               |                                               |                                               |                                               |       |                                     |      |
| 11,5 | 0,9                                                        | 1,0                                           | 2,2                                           | 14,7                                          | 8,8                                           | 0,7                                           | 39,7  | 100                                 |      |

| Типы частных жилищ (Тема 6 — 1(a) : Число частных домовладений по типу размещения, 2006) |          |         |                 |            |       |      |
| Отдельный дом                                                                            | Квартира | Комната | Переносные дома | не указано | сумма | 2006 |
| 2132                                                                                     | 251      | 9       | 5               | 89         | 2486  | 6785 |